# Ивац
Ивац (бугарски: Ивац; умро после 1018.) је био словенски племић и војсковођа, учесник устанка комитопула. Служио је три бугарска цара: Самуила, Гаврила Радомира и Јована Владислава. 

## Рат са Византијом
Ивац је био један од најистакнутијих словенских велможа током устанка комитопула. Помиње се, међутим, тек последњих година устанка. Након пораза Самуила код Беласице 1014. године, Василије је наставио са пустошењем Самуиловог царства. Самуило је умро убрзо након битке, а годину дана касније погинуо је и његов наследник, Гаврило Радомир. Василије је послао двојицу својих војсковођа, Георгија Гонијата и Ореста Заробљеника, са наређењем да пустоше Пелагонијску равницу (1015). Њих је намамио у замку и поразио војсковођа Ивац. Цар је лично пошао са војском у Пелагонију како би казнио Ивца за пораз Византинаца. Међутим, Ивац је успео да избегне отворену битку. Јован Скилица пише да је цар "отерао бугарског војсковођу", након чега се вратио у Солун. Већ следеће године цар је поново морао послати експедицију у Пелагонију. 

## Ослепљење
Након погибије Јована Владислава пред Драчем, цару Василију предала се његова жена Марија, заједно са троје своје деце (Трајаном, Радомиром и Катарином). Отпор су Византинцима на планини Томор пружала још тројица синова Јована Владислава: Прусијан, Алусијан и Арон. Међутим, увидевши да је отпор узалудан, браћа су изјавила да су спремна да се предају. У близини Преспе предао се и Ивац који тада већ беше слеп. Наиме, након смрти последњег бугарског цара, Ивац се обрео на планини Врхот (део планине Томора), где је имао велики дворац Прониште. Тамо је сакупљао устаничку војску са којом би обновио рат. Василије је слао Ивцу поруке да се преда. Архонт Охрида, Евстатије Дафномил, је на празнику кога је Ивац славио дошао непозван. Ивац га је примио и изгрлио. Евстатије је затражио од Ивца да се накратко повуку са гозбе. У шуми га је напао и ослепео. Гости војсковође Ивца су се разбежали, а Евстатије га је без икаквих сметњи одвео цару.